# Remington MSR
Remington MSR или MSR — снайперская винтовка модульной схемы с продольно-скользящим затвором производимая компанией Remington Arms. Была разработана по требованиям USSOCOM для нужд ВС США и представлена в 2009 году. Одержала победу на конкурсе PSR (Precision Sniper Rifle (англ.)) и будучи принятой на вооружение, носит это название.

## История
7 марта 2013 года MSR была объявлена победителем конкурса (Precision Sniper Rifle (англ.)) на перспективную снайперскую винтовку для ВС США. 9 марта компания Remington Arms публично заявила о своей победе в конкурсе. Общая стоимость контракта на поставку $79,7 миллионов долларов за 5150 винтовок с глушителями и 4 696 800 патронов к ним в течение 10 лет. Контракт был официально заключен 12 сентября 2013 года. По условиям контракта компания «Ремингтон» производит сами винтовки, компания Barnes Bullets производит боеприпасы, а компания Advanced Armament Corporation — компенсаторы и глушители; все три подрядчика принадлежат Freedom Group Inc..